# Birte Baumgardt
Birte Baumgardt (* 12. März 1984 in Bochum) ist eine deutsche Synchronsprecherin.

## Leben und Karriere
Birte Baumgardt wuchs in Bremerhaven auf, wo sie viel Jugend- und Improvisationstheater spielte.
Baumgardt arbeitet seit 2008 als Synchronsprecherin. Ihre Stimme ist oft in Produktionen von Zeichentrick- und Anime-Serien zu hören, darunter The Rising of the Shield Hero, Steins;Gate und Fullmetal Alchemist: Brotherhood. Im Videospiel The Witcher 3: Wild Hunt lieh sie der Bardin Priscilla ihre Stimme und sang die deutsche Version von The Wolven Storm. Auf YouTube war sie viele Jahre unter dem Künstlernamen Paperblossom aktiv und veröffentlichte auf ihrem Kanal Videos mit Covern sowie eigene Songs. Des Weiteren sang sie diverse Lieder für die YouTube-Animationsserie TubeClash von darkviktory.
2022 schrieb Baumgardt zusammen mit Björn Schalla das Dialogbuch und führte Dialogregie beim Web-Anime Cyberpunk: Edgerunners.

## Synchronarbeiten (Auswahl)
- 2008: Voltron als Prinzessin Romelle
- 2008: Animation Runner Kuromi als Battobi
- 2008: In A Distant Time – Der Traum der Hortensie als Sefuru
- 2008: In A Distant Time – Priesterin des weißen Drachen als Kazuhito
- 2008: In A Distant Time – Ein Tanz im Mondlicht als Kotengu
- 2009: Street Fighter – Round 1: Fight! als Gibson
- 2010: Dance in the Vampire Bund als Nanami Shinonomi
- 2013–2015: Magi: The Labyrinth of Magic als Yamraiha
- 2013: Anni Felici – Barfuß durchs Leben als Michelle
- 2014: Space Dandy als Kaffeemaschinchen
- 2014–2015: Fullmetal Alchemist: Brotherhood als Maria Ross
- 2014: Coppelion als Ibara Naruse
- 2014: Get Lucky als Bridget
- 2015: Sekai Seifuku – World Conquest Zvezda Plot als Itsuka Shikabane / Plamya
- 2015: Photo Kano als Katsumi Kurebayashi
- 2015: Steins;Gate als Moeka Kiryuu
- 2015: Girls und Panzer als Maho Nishizumi
- 2015: No Game No Life als Queen
- 2016: Tales of Symphonia als Sheena Fujibayashi
- 2016: Stella Women’s Academy als Sonora Kashima
- 2016: Free! als Haruka Nanase (Kind)
- 2016: AnoHana – Die Blume, die wir an jenem Tag sahen als Haruna
- 2016: Yo-kai Watch als Tristine; Winzikado; Jammsel
- 2016: Satisfaction als Alex
- 2016: God Eater als Alisa Illinchna Amiella
- 2016: Charlotte als Medoki
- 2016–2022: Food Wars! Shokugeki no Soma als Ikumi Mito
- 2016: Steins;Gate – The Movie als Moeka Kiryuu
- 2017: Girls und Panzer: Der Film als Maho Nishizumi
- 2017: Arpeggio of Blue Steel als Kirishima
- 2017: Terra Formars als Yaeko Yanasegawa
- 2017: Heavy Object als Lendy Farolito
- 2017: Shirobako als Suzuka Itou; Aya; Catherine
- 2017: K Project als Seri Awashima
- 2017–2020: Haikyū!! als Kiyoko Shimizu
- 2017: Die Abenteuer von Pepper & Paula als Paula
- 2017: Mirette ermittelt als Sarah
- 2017: Fate/Grand Order: First Order als Olga Marie Animusphere
- 2017: Sky Wizards Academy als Rico Flamel
- 2017: A Silent Voice als Naoka Ueno
- 2017–2018: Mysticons als Tazma Grimm
- 2018: K: Missing Kings als Seri Awashima
- seit 2018: My Hero Academia als Kyouka Jirou
- 2018: Hey Arnold! Der Dschungelfilm als Harold
- 2018–2021: Dear White People als Kelsey Phillips (seit Staffel 2)
- 2018: Hunter x Hunter als Machi Komacine
- 2018–2019: Lego Ninjago: Masters of Spinjitzu als Faith (Staffel 9–10)
- 2019: Orange als Takako Chino
- 2019: Kabaneri of the Iron Fortress als Yukina
- 2019: Bleach als Tia Harribel
- 2019: Her Blue Sky, Dialogregie & Dialogbuch
- 2019: My Hero Academia: Two Heroes als Kyouka Jirou
- 2020: The Rising of the Shield Hero als Raphtalia
- 2020: Songbird als May
- 2021: The Tomorrow War als Officer Dean
- 2021: Black Widow als Ingrid
- 2021: Krieg der Welten als Isla
- 2022: Yellowjackets als Junge Van
- 2022: Moon Knight als Bobby/Kennedy
- 2022–2024: Halo als Kwan Ha
- 2022: Westworld als Odina
- 2022: Gelobtes Land als Margaret (jung)
- 2022: Men – Was dich sucht, wird dich finden als Riley
- 2022: Thai Cave Rescue als Pim
- 2022: Merlí: Sapere aude als Oti
- 2022: Ghosts als Samantha Arondekar
- 2023: Navy CIS: Hawaiʻi für Cassandra Blair als Amanda Lee
- 2023: Navy CIS: L.A. für Anna Rajo als Maria Estevez
- 2023: What If…? für Lauren Tom als Jiayi

## Videospiele (Auswahl)
- 2012: Holy Avatar VS Maidens of the Dead als Sweet Violence
- 2015: The Witcher 3: Wild Hunt als Priscilla
- 2016: Yo-kai Watch als Tristine, Winzikado, Jammsel
- 2016: Gwent: The Witcher Card Game als Priscilla
- 2018: Far Cry 5
- 2018: Assassin’s Creed Odyssey als Kyra
- 2019: The Division 2 als Shay Montgomery
- 2019: Tom Clancy’s Ghost Recon Breakpoint
- 2020: Assassin’s Creed Valhalla
- 2020: Cyberpunk 2077 als Maiko
- 2023: Hogwarts Legacy als Poppy Sweeting
- 2023: Assassin’s Creed Mirage als Mardschana
- 2024: Star Wars Outlaws als Selo Rovak